# 東ベルリン

東ベルリン
Ost-Berlin

ベルリンの占領区分

東ベルリン（ひがしベルリン、ドイツ語: Ost-Berlin）は、1949年の東西ドイツ分裂から1990年の東西ドイツ統一まで、ドイツ民主共和国（旧東ドイツ）の首都だった都市。
第二次世界大戦の終戦後にソビエト連邦が占領したベルリン東部の地域で、ベルリン誕生以来の伝統的な都心部はほとんどが東ベルリンに属した。1961年8月13日から1989年11月9日まではベルリンの壁によって西ベルリンと物理的に分断されており、東西冷戦の最前線だった。

## 概要
赤軍（1946年以降はソビエト連邦軍）は1945年にベルリンの戦いに勝利してベルリンの全域を占領したが、同年7月からアメリカ・イギリス・フランス・ソビエト連邦の4カ国軍による分割占領が始まると、ソ連占領地区以外の地区からは撤退した。
西側において「東ベルリン」という用語は、ソ連占領地区をアメリカ、フランス、イギリスの占領地区と区別するために使われた。東ベルリンはソ連占領地域（SBZ）の行政の中心地であり、後にドイツ民主共和国（東ドイツ）建国時には政府機関が置かれて首都となった。ただし厳密には東ベルリンは東ドイツの領土に含まれておらず、法的にはベルリン全域は4カ国軍の占領地域のままであった。このような理由から、西ベルリンも同様に西ドイツの領土には含まれていなかった。
1948年11月30日、東ベルリンに新市庁が樹立。同年12月7日に西ベルリン市庁が発足して東西ベルリンが分裂。東ベルリンの正式名称は「民主地区（Demokratischer Sektor）」とされ、「民主ベルリン（Demokratisches Berlin）」とも呼ばれた。ベルリンの壁の建設後に国家評議会によって東ドイツの行政区画と同等の地位が与えられ、事実上東ドイツの一部とされてからは、「ベルリン、ドイツ民主共和国の首都（Berlin, Hauptstadt der DDR）」、または単に「ベルリン」と呼ばれるようになった。
国際法上は、ベルリンは4カ国軍の占領地域であり続けた。従って西側の認識では、東ベルリンはソ連占領地域や東ドイツに属していないとされた。東ベルリンの地位に関する見解の相違はベルリン問題の主要課題であったが、遅くとも1970年代には、実質的な意義はほとんどなくなっていた。
東ドイツで発行されていたベルリン一帯の地図には、西ベルリンは描かれておらず空白であった。ソ連軍はソ連の崩壊によりロシア連邦軍に変わったが、東西ドイツ統一後もしばらく旧東ドイツ領内に駐留していた。

## 略史
- 1948年11月30日 - 従来のベルリン市とは別に、ソビエト連邦占領区域に新たなベルリン市政府が発足する（東ベルリンの成立）。
- 1949年10月7日 - ドイツ民主共和国（東ドイツ）が成立。
- 1953年6月17日 - ノルマ強化法の廃止と自由選挙を訴えるデモ参加者が暴徒化。戒厳令が敷かれる[3]（6月17日事件）。
- 1961年8月13日 - ベルリンの壁の建設が始まる。
- 1989年11月9日 - ベルリンの壁崩壊。
- 1990年10月3日 - 東西ドイツ統一によって東ベルリンは正式に消滅。
- 1991年1月24日 - 東西ベルリンの市長が辞任し、新ベルリン市長に元西ベルリン市長のヴァルター・モンパーが就任する。

## 行政区

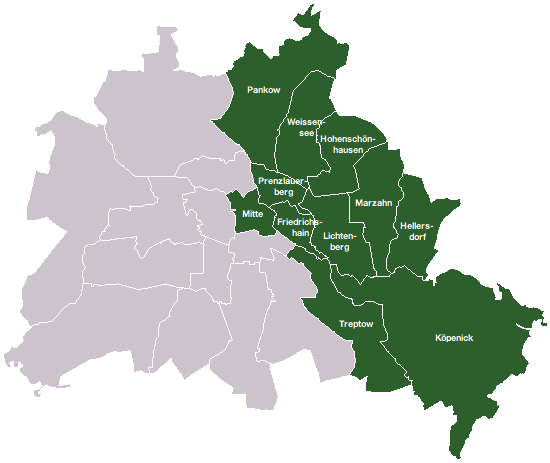
東ベルリンの行政区

東ベルリンは、以下の行政区によって構成されていた。
- フリードリヒスハイン (Friedrichshain)
- ヘラースドルフ (Hellersdorf)
- ホーエンシェーンハウゼン (Hohenschönhausen)
- ケーペニック (Köpenick)
- リヒテンベルク (Lichtenberg)
- マルツァーン (Marzahn)
- ミッテ (Mitte)
- パンコウ (Pankow)
- プレンツラウアー・ベルク (Prenzlauer Berg)
- トレプトウ (Treptow)
- ヴァイセンゼー (Weißensee)

## 歴代市長
- フリードリヒ・エーベルト (Friedrich Ebert (Sohn))（1948年 - 1967年）ヴァイマル共和国初代大統領フリードリヒ・エーベルトの息子。
- ヘルベルト・フェヒナー (Herbert Fechner)（1967年 - 1974年）
- エアハルト・クラック (Erhard Krack)（1974年 - 1990年）
- トーマス・クルーガー(1991年 )

## 東ドイツ時代に建てられた主な建造物
- 共和国宮殿
- ベルリンテレビ塔

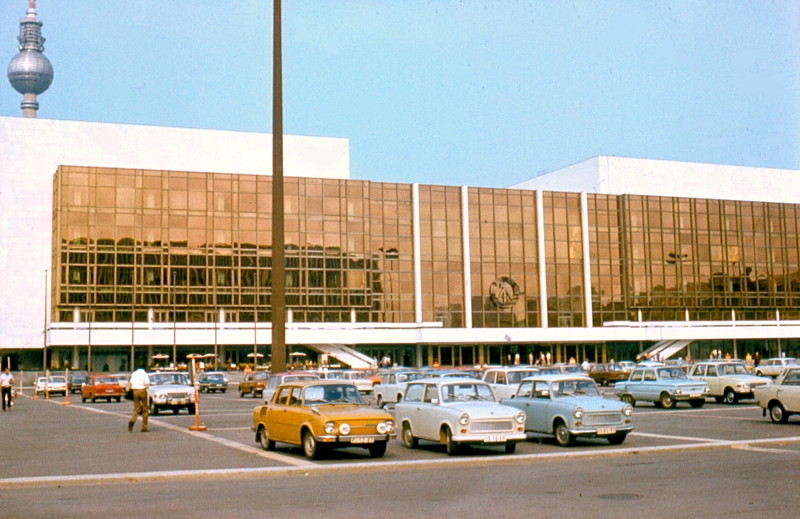
人民議会がおかれた東ベルリンの共和国宮殿とテレビ塔、1977年 (taken by István Csuhai, Hungary)

- キノ・インターナショナル（ドイツ語版）
- カール＝マルクス＝アレー（旧名称：スターリン・アレー）
- アレクサンダー広場のウーラニアー世界時計（ドイツ語版）
- フォルクスビューネ（ドイツ語版）（人民劇場）
- ナーレパー通り放送会館（ドイツ語版） (DDRラジオ放送局)
- 国際貿易センター - 日本の鹿島建設によって建設された高層ビル
- 旧クルトゥアパーク・プレンターヴァルト（ドイツ語版） - 東ベルリン市内のみならず東ドイツ国内において唯一建設・運営されていた常設型遊園地テーマパーク。1969年、（ナチス時代には世界首都ゲルマニア構想（ベルリン改造計画）によりドーム型集会ホール「フォルクス・ハレ（邦訳：国民会議場）」建設予定地にもなっていた）シュプレー川・ノルトハーフェン川がT字状に繋がる地点近隣（トレプトウ地区内）にて開園し、往時には年間170万人も集客していたが、1990年に旧西ドイツ実業家により民営化され、名称も「シュプレーパーク」に改名。1990年代後半には年間40万人まで集客が激減し、2001年に閉園（経営者はペルーに逃亡）。2011年5月下旬、ドイツ演劇団体「ヘッベル劇場」主催イベント「ルナパーク・ベルリン」の一環として4日間期間限定で復活している。

## 東ベルリンの歴史的建造物・名所
- ムゼウムスインゼル（博物館島）
  - ペルガモン博物館
- ウンター・デン・リンデン街
- 赤の市庁舎（東ベルリン市役所）
- ノイエ・ヴァッヘ
- ベルリン国立歌劇場

## ギャラリー

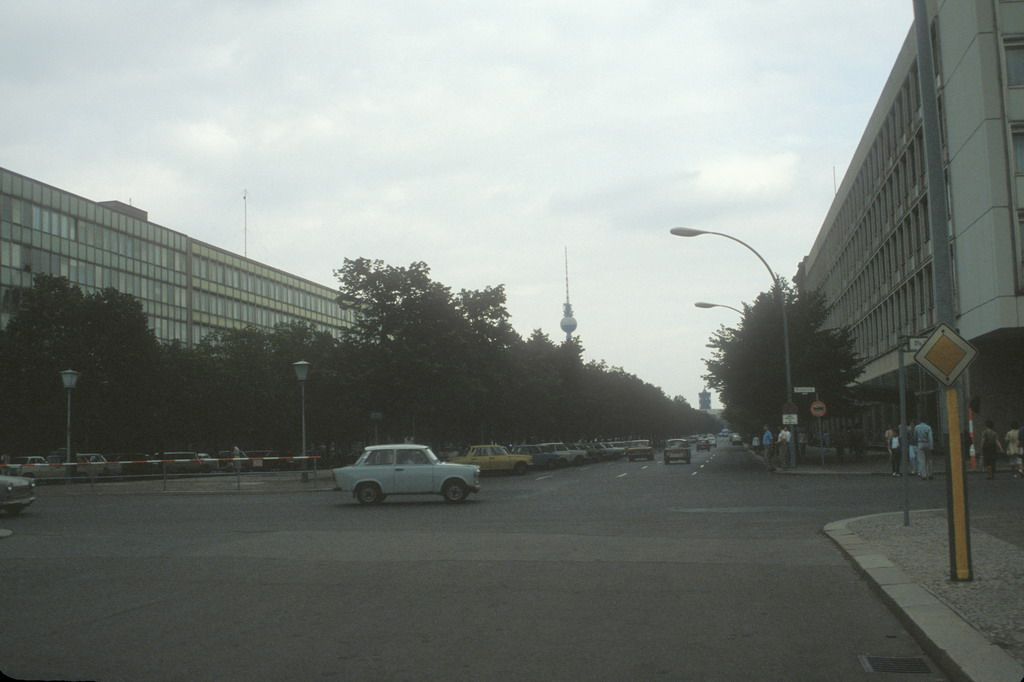
ウンター・デン・リンデン（1985年8月）
ブランデンブルク門、東ベルリン側より（1985年8月）
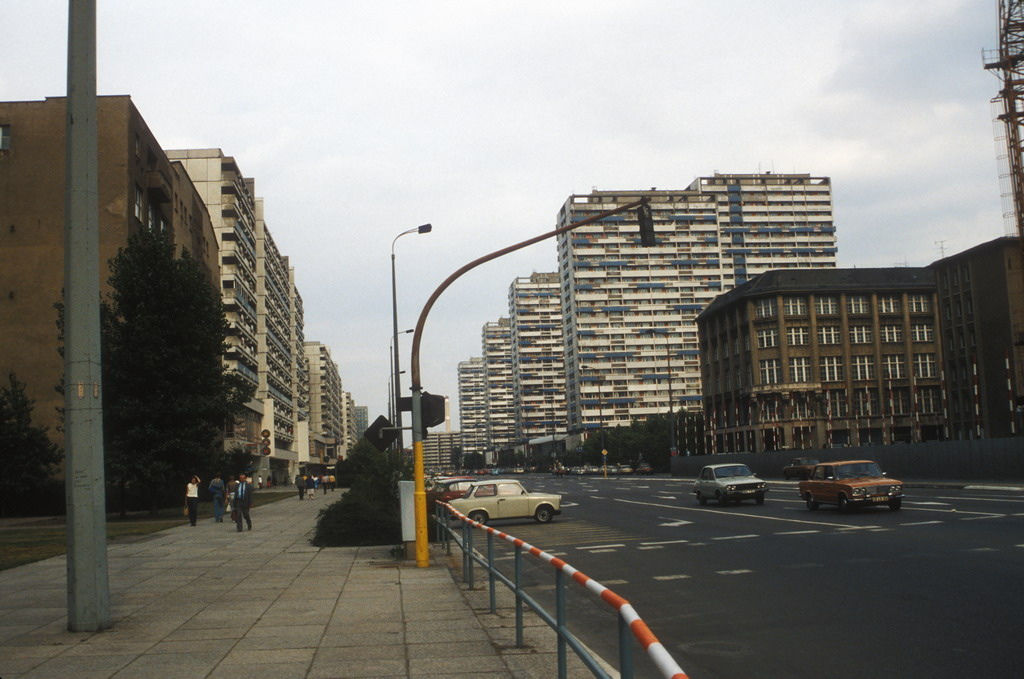
東ベルリンの街並みとアパート群（1985年8月）
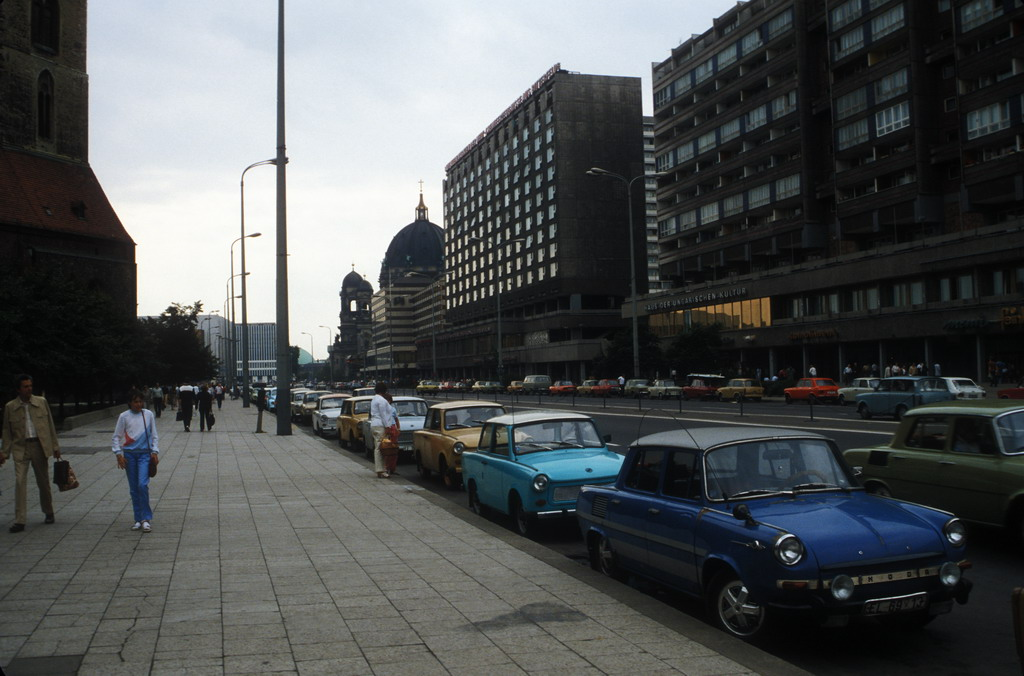
ウンター・デン・リンデン（1985年8月）
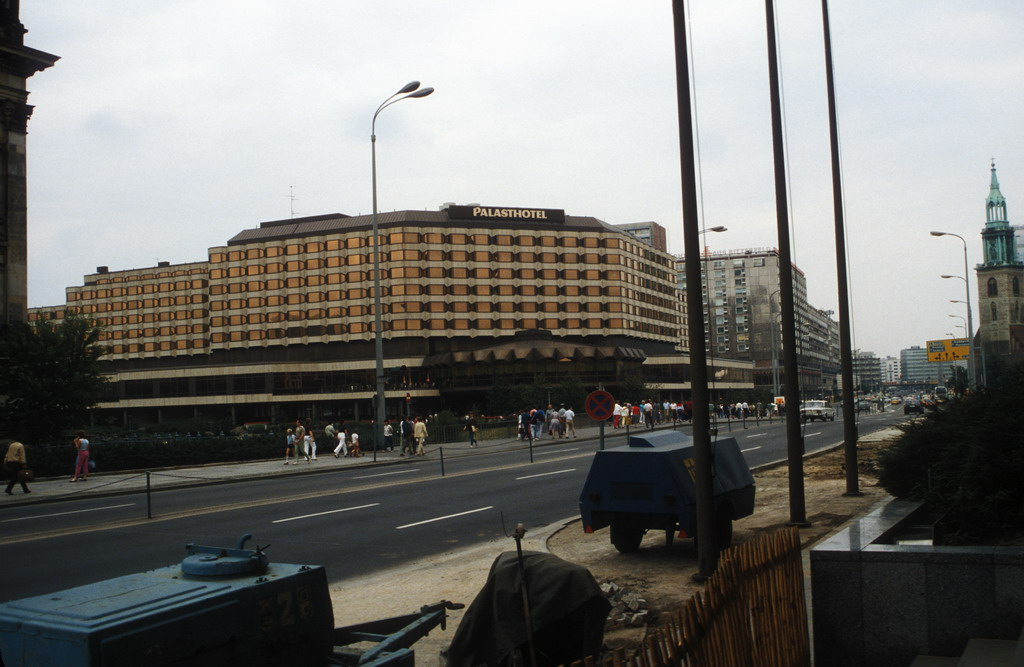
パラストホテル（1985年8月）
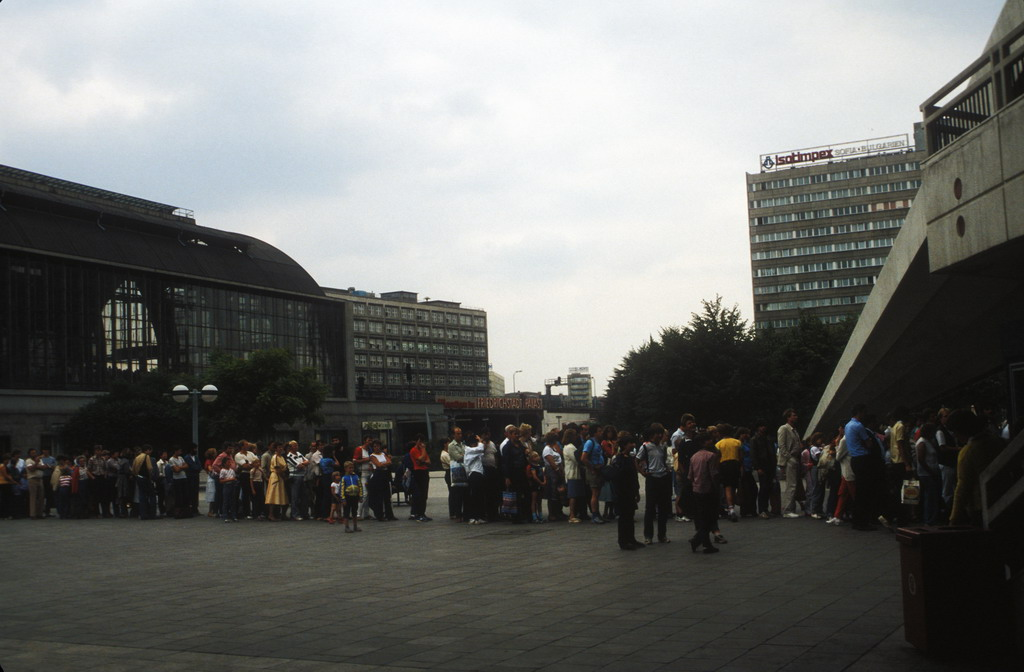
アレクサンダー広場とTV塔待ち行列（1985年8月）
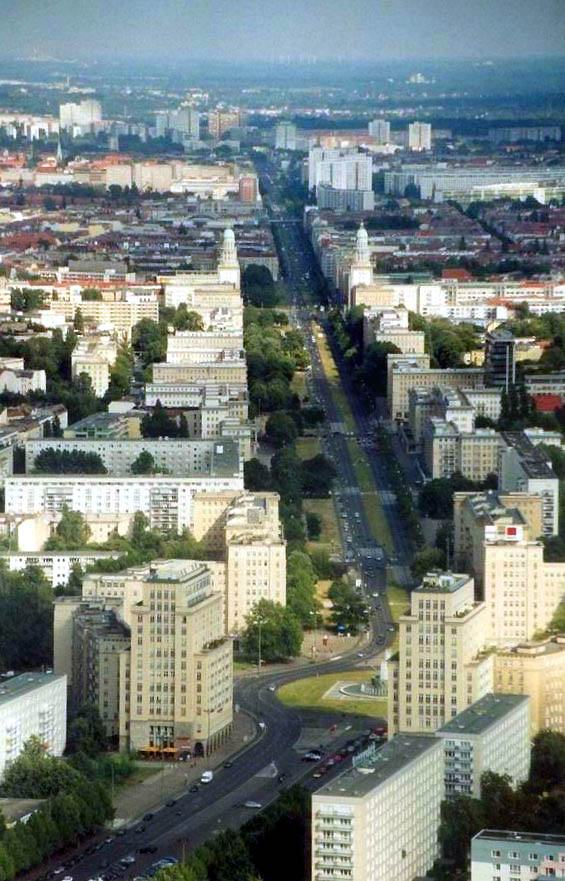
カール・マルクス・アレー（2004年）
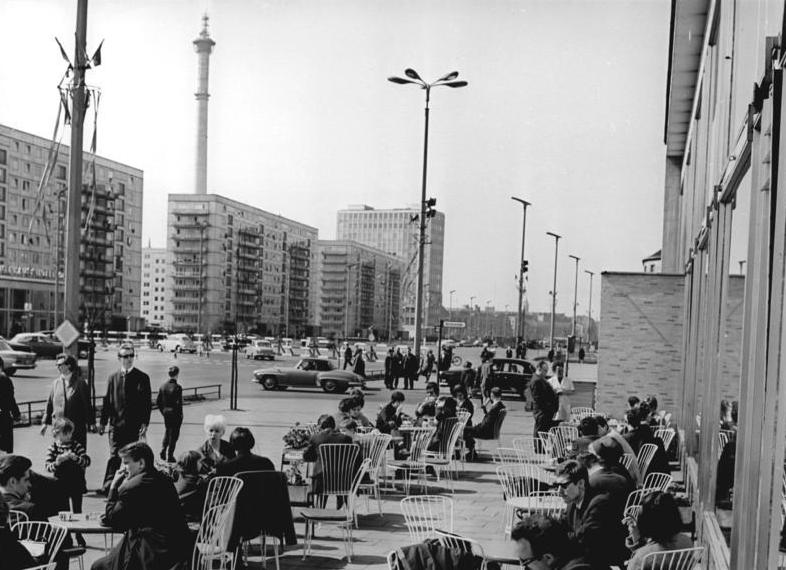
カール・マルクス・アレー（1967年）
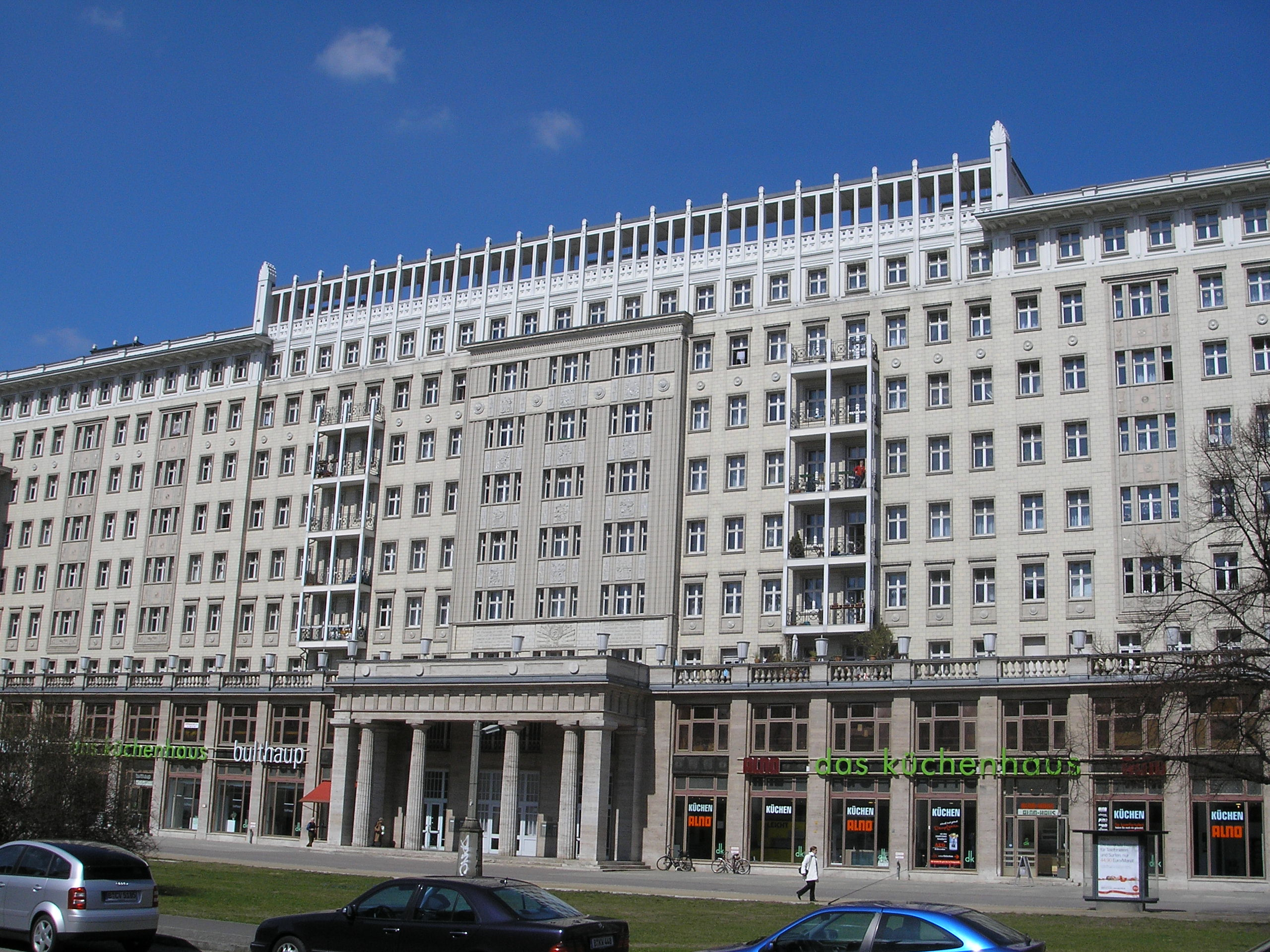
カール・マルクス・アレーのスターリン様式のアパート（2006年）
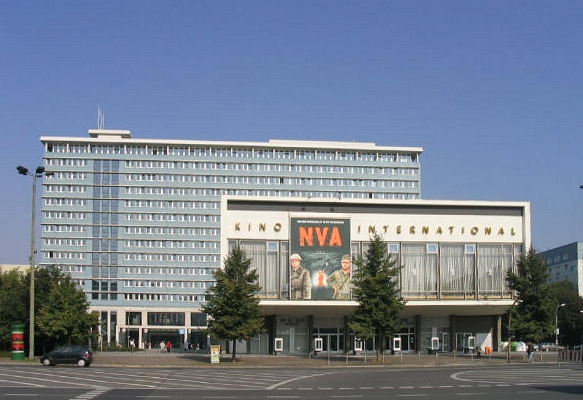
カール・マルクス・アレーの映画館「キーノ・インターナショナル」
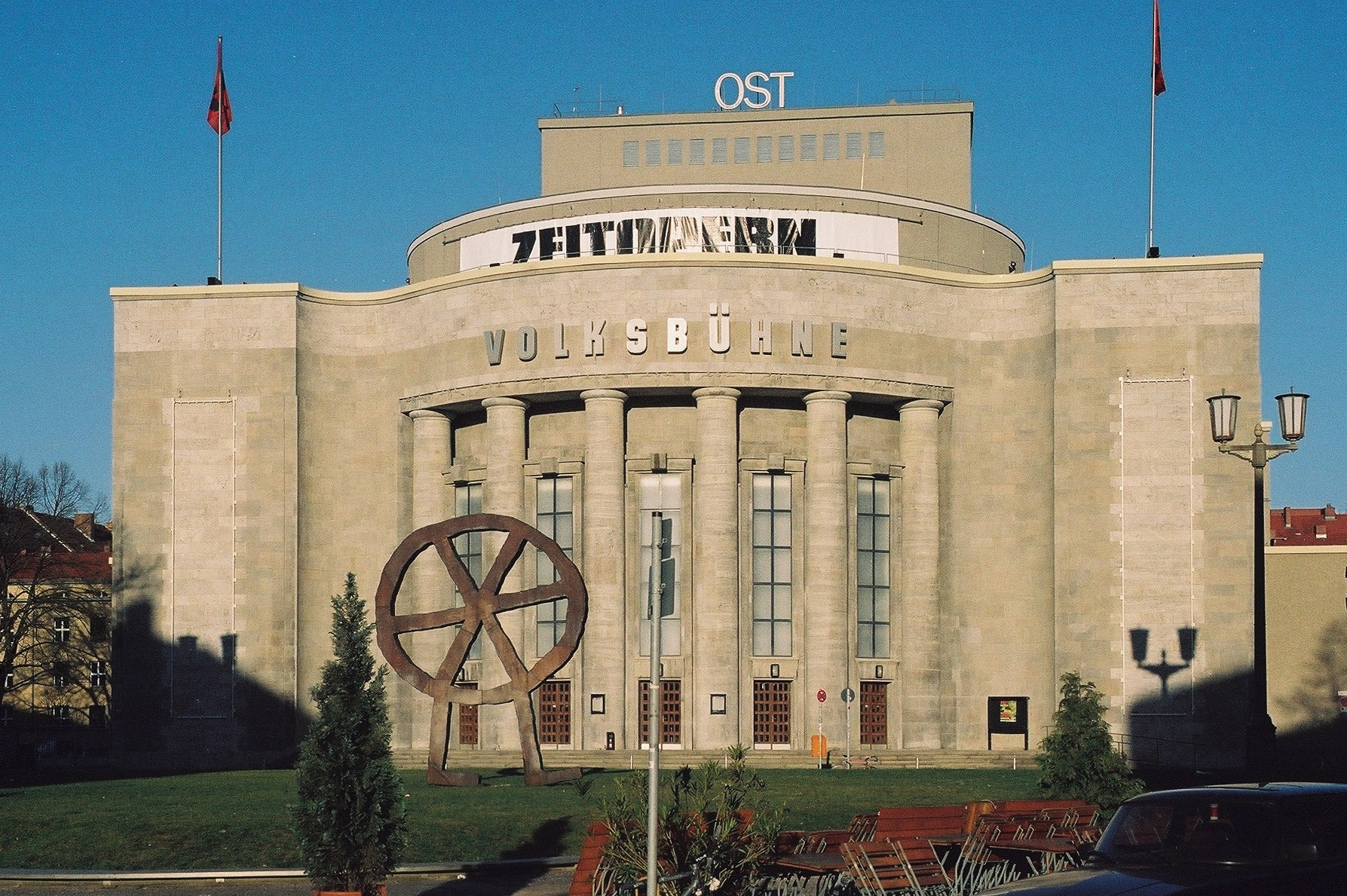
フォルクスビューネ（2008年）
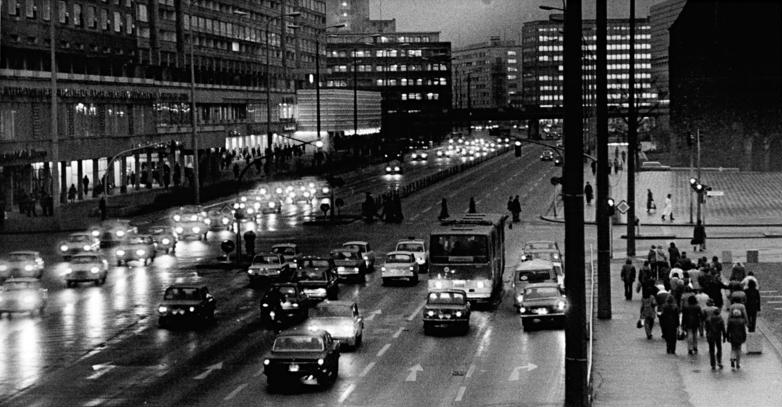
夜のカール・リープクネヒト通り（1975年）
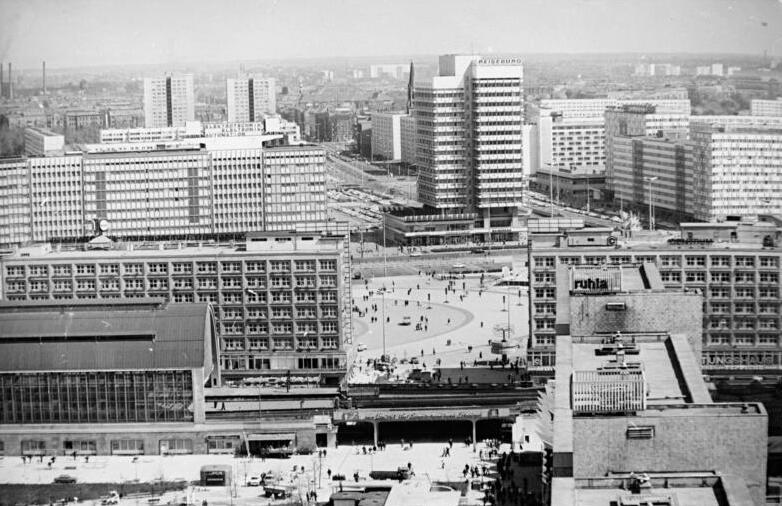
アレクサンダー広場と高層集合住宅（プラッテンバウ）（1976年）
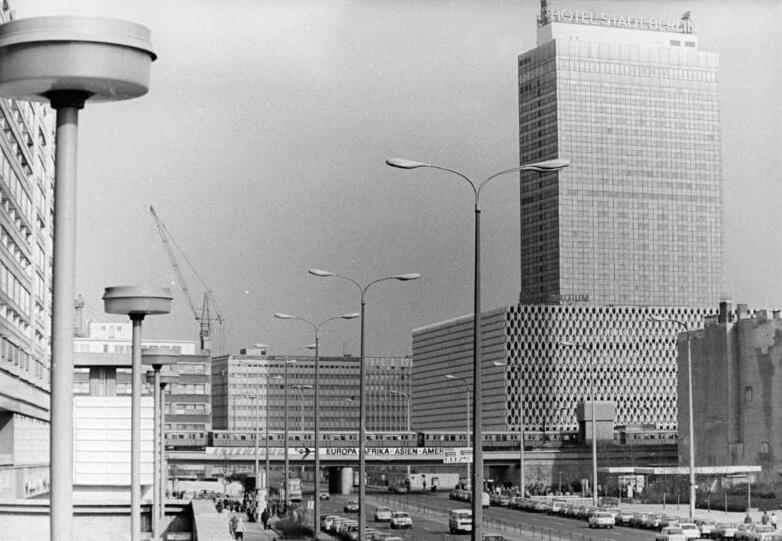
カール・リープクネヒト通りからアレクサンダー広場方向。中央の高架橋にはインターフルークの広告がある。（1983年）
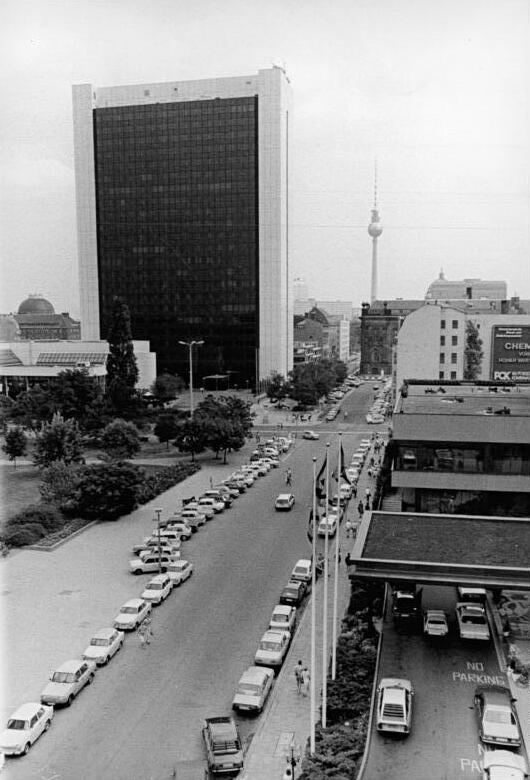
国際貿易センター
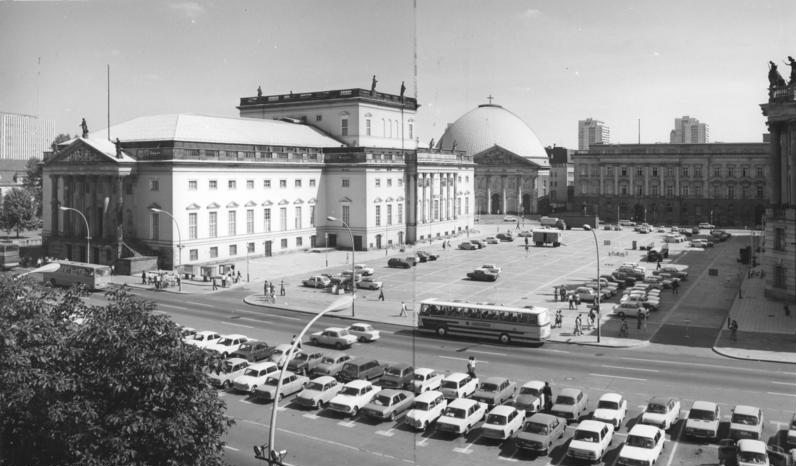
ベルリン国立歌劇場（1979年）
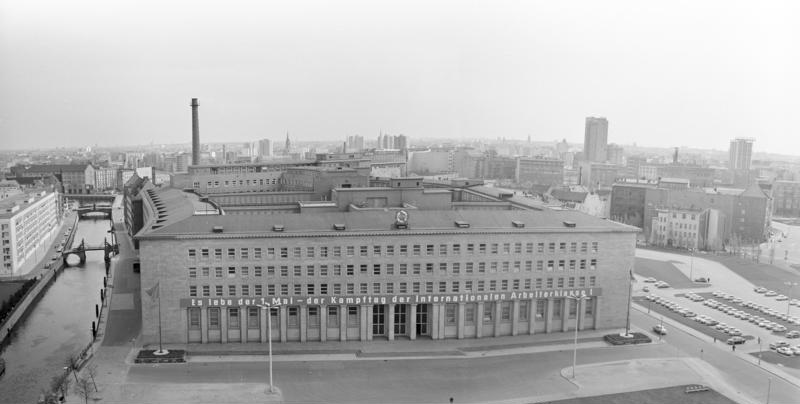
ドイツ社会主義統一党中央委員会本部(1967年）現在は、外務省の庁舎となっている。
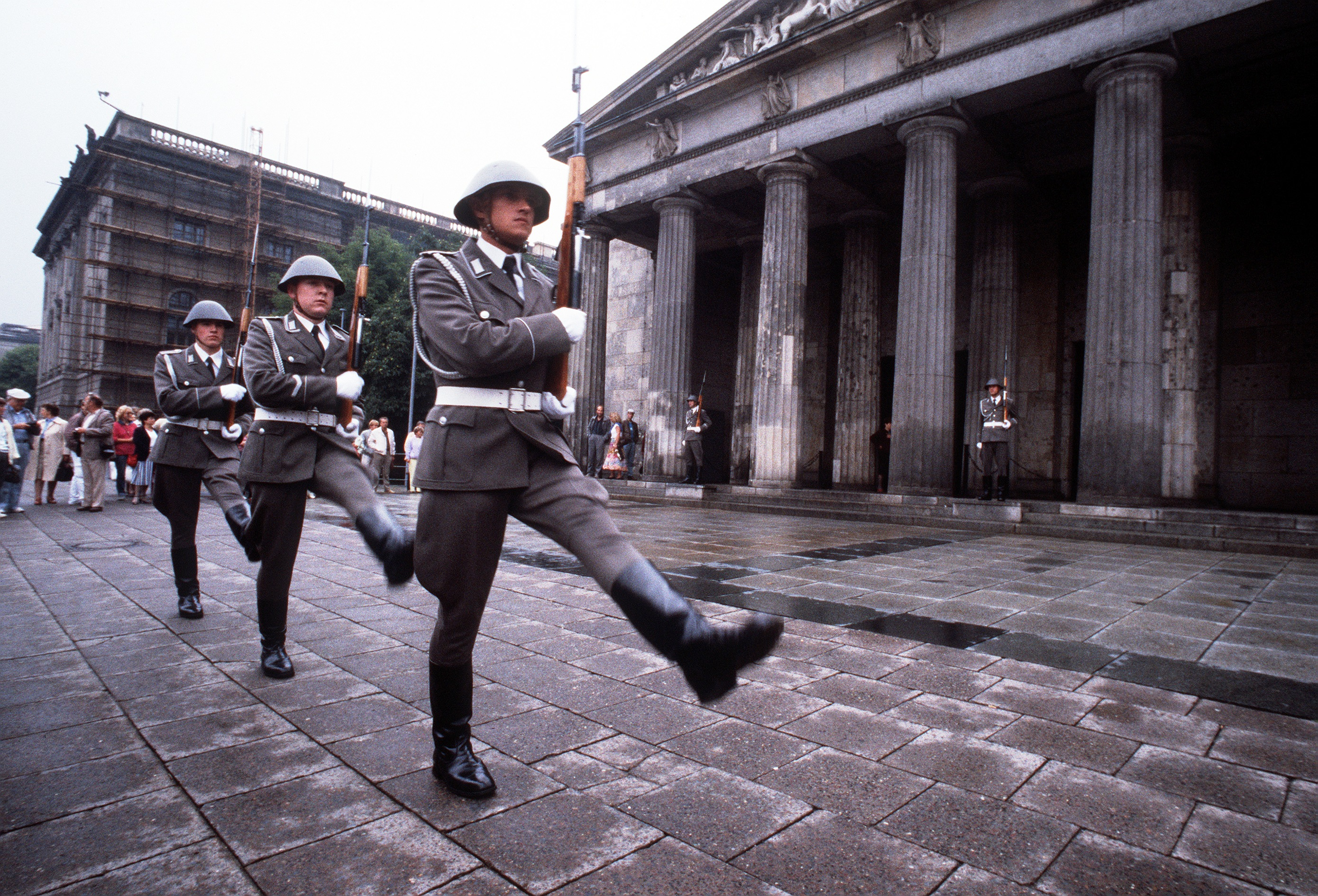
ノイエ・ヴァッヘで行われていた国家人民軍のフリードリヒ・エンゲルス衛兵連隊による衛兵交代式（1989年）
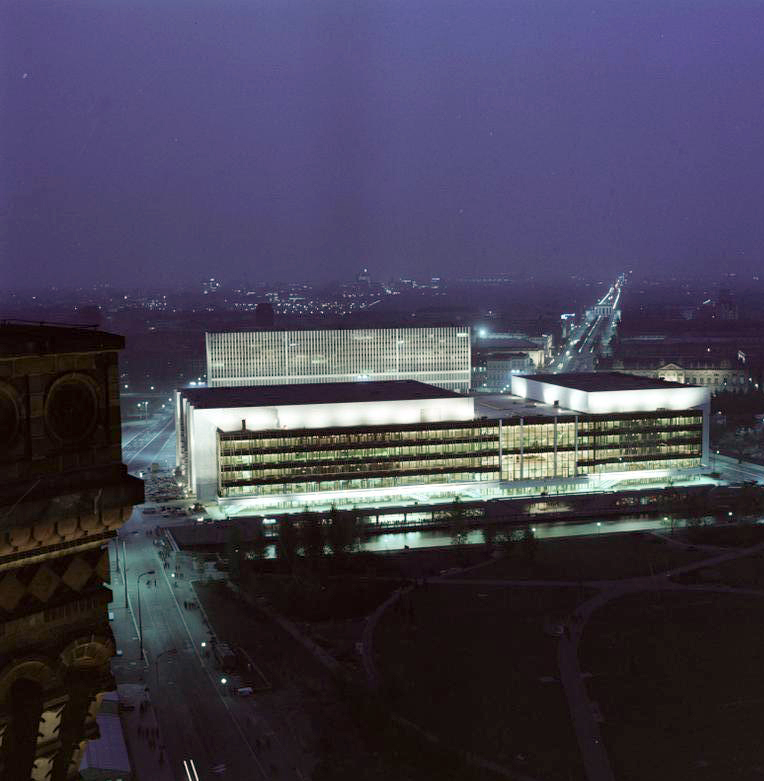
ライトアップされた共和国宮殿と東ベルリンの夜景（1976年）
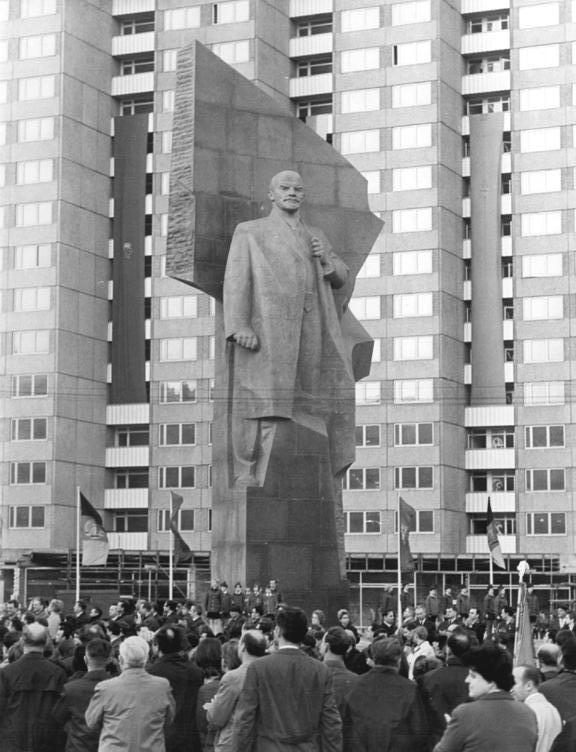
巨大なレーニン像（1970年）
1984年時点の東ベルリンの地下鉄(Uバーン)とSバーンの路線図
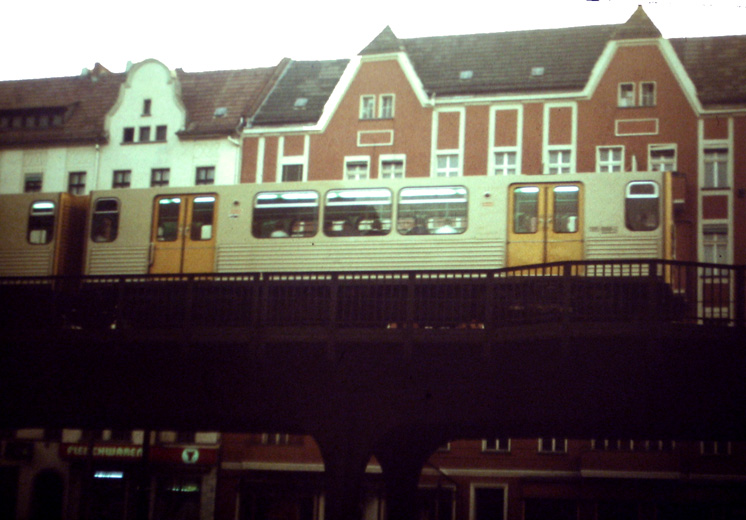
東ベルリン地下鉄の車両（1989年）
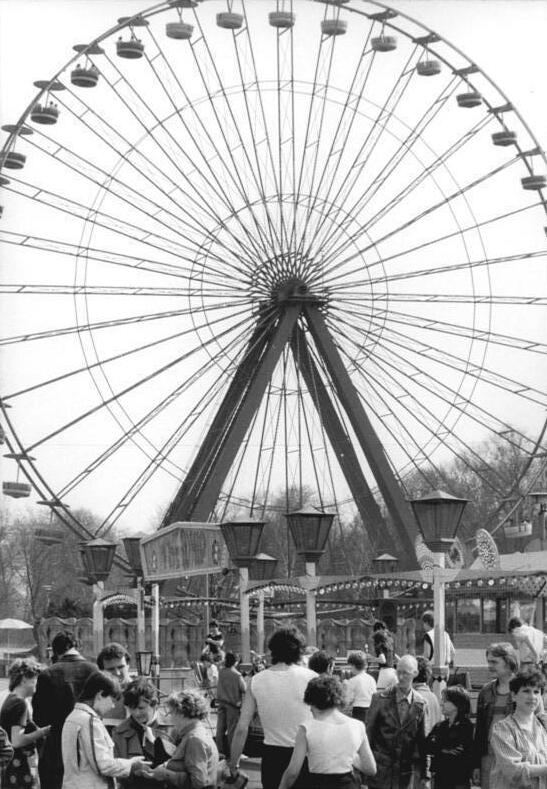
東ドイツ国民で賑わっていた頃のクルトゥアパーク・プレンターヴァルト
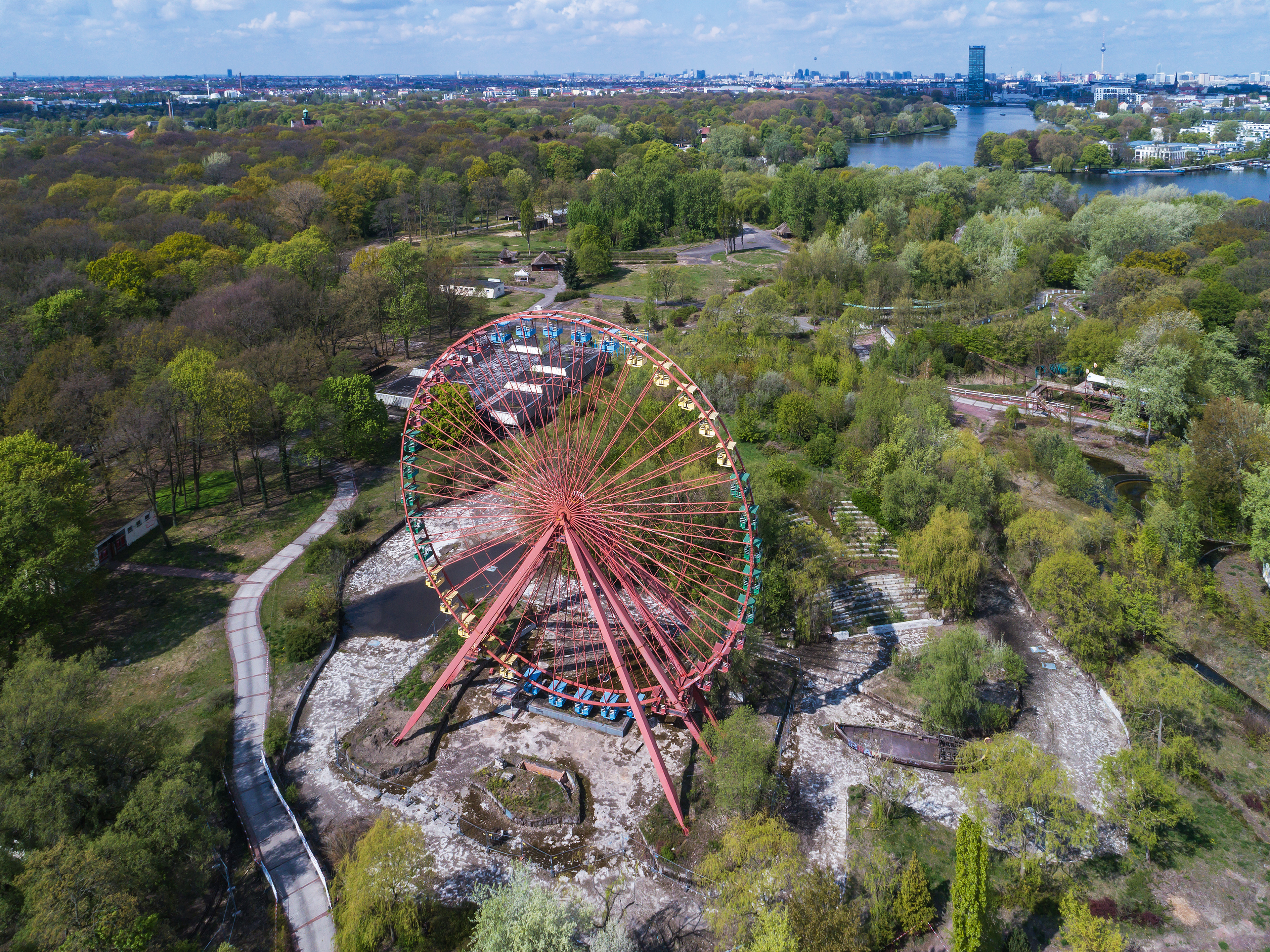
現在の旧クルトゥアパーク・プレンターヴァルト（2017年4月）